# 'Til You Cry
 'Til You Cry is een single van de Amerikaanse countryzanger Eddy Raven. De single dient als derde single van het compilatiealbum The Best of Eddy Raven (1988). Het nummer behaalde de vierde positie in de Amerikaanse Billboard Hot Country Singles & Tracks.

## Hitlijsten
| Hitlijst (1988–1989)                      | Hoogste positie |
| ----------------------------------------- | --------------- |
| VS Billboard Hot Country Singles & Tracks | 4               |